# Tom-Jan Meeus
Tom-Jan Meeus (Made, 1961) is een Nederlandse journalist die als parlementair verslaggever werkte voor NRC Handelsblad en nrc.next. Driemaal per week verscheen zijn politieke column. In zijn zaterdagse rubriek 'Haagse Invloeden' gaf hij een kijkje achter de schermen van de Haagse politiek.
Meeus werd geboren in het Noord-Brabantse Made, als zoon van een hengstenhouder. Zijn journalistieke loopbaan begon als correspondent voor dagblad De Stem. Na de School voor Journalistiek in Utrecht deed hij politieke verslaggeving voor het weekblad De Tijd. In 1990 werd hij onderzoeksjournalist bij NRC Handelsblad. Daarbij deed hij onderzoek op het gebied van politiek, binnenlands bestuur, milieu, economie, zware criminaliteit, goede doelen en sport. Begin jaren negentig gaf hij les in non-fictie schrijven aan schrijversvakschool ’t Colofon. Van 2005 tot 2011 was Meeus NRC-correspondent in de Verenigde Staten.
Sinds 2012 maakt hij deel uit van de Haagse redactie van NRC. Vanaf 2016 levert hij bijdragen aan 'Politico Europe'.
Meeus is regelmatig te gast in het debat- en discussieprogramma Buitenhof.

## Erkenning
Meeus was in 2008 winnaar van de Herman Wekker Prijs voor zijn berichtgeving over de Amerikaanse presidentiële campagne. Driemaal was hij finalist bij Prijs voor de Dagbladjournalistiek met IRT-affaire (samen met Marcel Haenen), Dover-zaak en Crisis in Shell (met Heleen de Graaf). 
Zijn boek De grote Amerikashow uit 2012 werd genomineerd voor de Brusseprijs voor het beste journalistieke boek. In 2014 werd de rubriek 'Haagse Invloeden' genomineerd voor de journalistieke jaarprijs De Tegel. Voor zijn politieke journalistieke werk in Den Haag kreeg hij de Anne Vondelingprijs 2014.  De Vondelingprijs is een waardering voor kritische, heldere Nederlandstalige politieke journalistiek.

## Prijzen
- Anne Vondelingprijs 2014
- Herman Wekker Prijs 2009